# Josef Švarc
Josef Švarc (6. července 1928 Světlá nad Sázavou - 3. října 2016 Světlá nad Sázavou) byl český sklářský výtvarník.

## Život
Švarcův otec byl brusičem skla ve Světlé nad Sázavou ve firmě ing. Karla Bačíka v Karlově. V této firmě se v letech 1942 až 1945 i Josef Švarc vyučil brusičem skla. Jako brusič byl zdatný, proto byl po ukončení druhé světové války v roce 1945 vybrán na střední uměleckoprůmyslovou školu v Kamenickém Šenově. Navštěvoval ateliér pana Ratha a pracoval pod vedením prof. Havlase.
Po studiích nastoupil v Borocrystalu jako domácí výtvarník. Jeho nejvýznamnější dílo z této doby je váza Potopa. Vytvořil jí v letech 1950 až 1951 podle návrhu akademického malíře Otakara Pursche.
Po základní vojenské službě byl Švarc přijat jako rytec skla do n. p. Sklárny Bohemia Františkodol u Světlé nad Sázavou. Tam vytvořil pro Expo 1958 v Bruselu rytou vázu J. A. Komenského. Měl velký smysl pro detail a uměl to přenést do svých návrhů. U většiny návrhů vycházel z pozorování přírody živé i neživé. Na výstavu Expo 1967 v Montreálu připravil novinku. Jedná se o soubor silnostěnného olovnatého křišťálu. Čiré sklo je hranované a uvnitř je uspořádáno nad sebou několik vzduchových prstenců.
Tvorba Josefa Švarce je v mnoha světových muzeích a vystavoval na mnoha světových výstavách. Například spolupracoval s Cornig muzeem v USA, zastoupení má ve firmě Meiwa v Osace a Tokiu, Qality Crystal v Torontu. Josef Švarc odešel v roce 1989 do důchodu, stále však studentům sklářských oborů pomáhal odbornou konzultací a přípravou na závěrečné zkoušky.